# 6088 Хосіґакубо
6088 Хосіґакубо (6088 Hoshigakubo) — астероїд головного поясу, відкритий 18 жовтня 1988 року.
Тіссеранів параметр щодо Юпітера — 3,211.